# Ovacuma, Safranbolu
Ovacuma là một thị trấn thuộc huyện Safranbolu, tỉnh Karabük, Thổ Nhĩ Kỳ. Dân số thời điểm năm 2010 là 2.006 người.